# Dècada del 650
La dècada del 650 comprèn el període que va des de l'1 de gener del 650 fins al 31 de desembre del 659.

## Personatges destacats
- Emperador romà d'Orient: Constant II (r. 641-668)
- Papes: Martí I (649-654), Eugeni I (654–657) i Vitalià (657–672)
- Reis dels visigots: Khindasvint (642-653), Recesvint (649-672)